# Lőwey Lilla
Lőwey Lilla (Szováta, 1943. október 4. –) pedagógus, helytörténész, irodalmi szerkesztő.

## Élete
Szüleit (Lőwey Jenő, Nagy Lívia) a „kis magyar időben” helyezték Székelyföldre, édesapja a marosvásárhelyi vasútállomás tisztviselője volt, édesanyja Szovátán vállalt pedagógusi állást. A háború befejezését követő „köztisztviselői törvény” értelmében a háromgyermekes családot bevagonírozták, majd Zalaegerszegig utaztatták.
Általános iskoláit Zala és Vas megye településein végezte, a gimnáziumi éveket az épülő Sztálinváros gimnáziumában töltötte. Érettségit követően a pécsi Tanárképző Főiskolán szerzett magyar-történelem szakos tanári diplomát.
Veszprém városában telepedett le, kezdetben a közeli Városlődön, majd Szentkirályszabadján tanított. 1976-ban került a veszprémi Hriszto Botev Általános Iskolába. Közben férjhez ment, két kislánya született: Andrea és Ildikó. Nem túl szerencsés házasságát 19 év elmúltával bontotta fel. Osztályaival, kislányaival sokat kirándult, bejárták egész Magyarországot a határokig. 1989 nagy változást hozott: elutazhatott szülővárosába, Szovátára, majd rendszeresek lettek az erdélyi utazások. 
Péter Pállal való találkozása hozta meg számára a szeretett irodalom kiterjesztését, Székelyföldről szóló irodalmi és honismereti fotóalbumok alkotását. Első közös munkájuk, a Tél a havason c. irodalmi fotóalbum után már nem csak szerzőtársak, házastársak lettek. Férje három gyermeke, s a maga két leánya szép nagycsaláddá tették őket. Fő feladatuknak Erdély feltérképezését tartják: az adott tájegység területén Váradi Péter Pál készíti a fotókat, a szöveget gyűjtőmunka alapján Lőwey Lilla írja.
```
A Székelyföld feltérképezését befejezték, minden települést, hegyet-völgyet bejártak. Jelenleg az „ezeréves határvidéket” ölelő Kárpátok koronáján kutatják a székely ősvárak maradványait, valamint a szórványmagyarság múltját, jelenét szándékoznak bemutatni.
```

## Megjelent fotóalbumaik

### Székelyföld – honismereti fotóalbumok
- Közép- és Felcsík (1996)
- Gyergyó és vidéke (1997, 2000)
- Fehér-Nyikó és Keresztúr vidéke
- Nagy-Küküllő és Udvarhely vidéke
- Homoródi-dombság
- Gyimesek vidéke (2001, 2009)
- Erdővidék 10. Felső-Háromszék
- Kovászna és vidéke
- Sepsiszentgyörgy és vidéke
- Szováta és vidéke
- Kis-Küküllő és vidéke
- Felső-Nyárád
- Alsó-Nyárád
- Marosvásárhely
- Marosszéki-Mezőség
- Aranyosszék

### Irodalmi fotóalbumok (12 album)
- Tél a havason 1. (1995)
- Ősz a havason (2001)
- Tél a havason 2. (2003
- Kelemen – Görgény – Wass Albert havasai (156 old. 2 kiadás)
- A legnagyobb székely – Orbán Balázs
- A nagy székely mesemondó – Benedek Elek
- Törzsében székely volt – Tamási Áron
- Szavak vándorköszörűse – Kányádi Sándor
- Álom a vár alatt – Áprily Lajos
- A Székely Apostol – Nyirő József
- Csendes csodák – Reményik Sándor
- Magyar Zsoltár – Dsida Jenő

### Átfogó kötetek (3 album)
- Erdély – Siebenbürgen – Transylvania, 216 old. (2 kiadás)
- Kalotaszeg – Képes krónika, 192 old.
- Székelyföld képi autonómiája, 224 old (94 térképszelet)

### Új sorozat
- Kárpátok Koronája – Déli-Kárpátok, Ősvárak 1.
- Kárpátok koronája – Déli-Kárpátok, Ősvárak 2.
- Kárpátok koronája – Keleti-Kárpátok – Szórványmagyarság 1.
- Kárpátok koronája – Keleti-Kárpátok – Szórványmagyarság 2.

## Díjak, elismerések
- 1988 – Kiváló Munkáért – kitüntetés
- 2011 – Tamási Áron-díj
- 2015 – Gizella-díj (Veszprém város elismerése)
- 2024 - A Magyar Kultúra Lovagja